# Amtsgericht Hemau
Das Amtsgericht Hemau war ein von 1879 bis 1970 bestehendes bayerisches Gericht der ordentlichen Gerichtsbarkeit mit Sitz in Hemau.

## Geschichte
Am 1. Oktober 1879 wurde anlässlich der Einführung des Gerichtsverfassungsgesetzes in Bayern ein Amtsgericht zu Hemau errichtet.
Dessen Sprengel war mit Ausnahme von den fünf dem Amtsgericht Stadtamhof zugeteilten Gemeinden  Eichhofen, Etterzhausen, Haugenried, Nittendorf und Schönhofen deckungsgleich mit dem Bezirk des vorherigen Landgerichts Hemau und umfasste folglich die Ortschaften
Aichkirchen, Beilnstein, Beratzhausen, Bergstetten, Berletzhof, Breitenbrunn, Brunn, Buch, Deuerling, Dürn, Endorf, Erggertshofen, Großetzenberg, Haag, Hemau, Herrnried, Hohenschambach, Kemnathen, Klingen, Kollersried, Laaber, Langenkreith, Langenthonhausen, Laufenthal, Mausheim, Neukirchen, Neulohe, Painten, Pellndorf, Pfraundorf, Rechberg, Rothenbügl, Schwarzenthonhausen und Thonlohe.
Übergeordnete Instanzen waren das Landgericht Regensburg und das Oberlandesgericht Nürnberg.
Mit Wirkung vom 1. Januar 1970 wurde das Amtsgericht Hemau aufgehoben und sein Bezirk dem Amtsgericht Parsberg zugelegt.